# 艾里·克里南伯格
艾里·克里南伯格 （Eric M. Klinenberg，1970年11月14日—）是美国一位社会学學家和城市研究、文化和媒体学者。他是纽约大学社会科学教授和公共知识研究所所长。 

## 生平
艾里·克里南伯格生于芝加哥的一个捷克犹太人家庭。 他在布朗大学获得文学学士学位（1993年），随后在加利福尼亞大學柏克萊分校獲得硕士学位（1997年）和博士学位（2000年）。他後來成為纽约大学社会学、公共政策和媒体、文化与传播学教授。 2012年，克林伯格出任纽约大学公共知识研究所所长。 

## 刊物
艾里·克里南伯格的著作《熱浪：從社會角度剖析一宗發生在芝加哥的災難》（Heat Wave: A Social Autopsy of Disaster in Chicago）於2002年由芝加哥大學出版社出版。该书梳理了1995年芝加哥熱浪的過程並分析了該熱浪的前因後果。该书获得多個奖项。 该书後來還被改編為戏剧，並於2008年在芝加哥上映。
艾里·克里南伯格的著作《單身社會》（Going Solo：The Extraordinary Rise and Surprising Appeal of Living Alone）于2012年2月由企鹅出版集团出版。  《單身社會》已被翻譯成中文、日语、韩语、俄语、土耳其语和匈牙利语等多種語言。 
除了他的著作和学术文章，艾里·克里南伯格还为纽约时报杂志、滚石、国家、华盛顿邮报、琼斯母亲、衛報、 板岩 、花花公子等媒體撰稿，他還曾以嘉賓的身份在广播节目This American Life和电视节目马赫脱口秀中客串。